# بلاده (بيرم)
بلاده (بالفارسية: بالاده]) (بالإنجليزية: Bala Deh)‏، قرية في ناحية بيرم (بالفارسية: بخش بيرم)، قسم بلاده الريفي، مقاطعة لارستان، محافظة فارس، إيران. يبلغ عدد سكانها حسب إحصاء عام 2006 ميلادية 1,751 نسمة في 340 عائلات.